# A rajongók
A rajongók Kemény Zsigmond 1858–1859-ben megjelent történelmi regénye, amely I. Rákóczi György erdélyi fejedelem korát, benne a szombatosok üldöztetését idézi fel. A mű, amely „a legsokrétűbb, legbonyolultabb és mégis, legegységesebb” a szerző regényei közül, hű képet ad az író „történelemszemléletének alakulásáról, erkölcsi felfogásáról, ábrázolási módszerének realista igényéről és kompozíciós művészetéről,” egyben „az életmű legjelentősebb darabja.”
A Szalárdi János Siralmas krónikája és Kemény János fejedelem önéletírása felhasználásával készült mű cselekménye számos romantikus elemet tartalmaz (Kassai Elemér boldogtalan szerelme és tragikus halála, nagybátyja intrikái Péchi Simon és Laczkó István ellen, utóbbi megőrülése és halála), de alapvetően a realista irányzathoz tartozik. A dráma stíluseszközeit is használó regény viszonylag korán bekerült az irodalmi kánonba, azonban sem a kortársak, sem az utókor szemében nem vált népszerűvé.

## Keletkezése és forrásai
A rajongók párhuzamosan keletkezett az azonos korszakban játszódó Özvegy és leánya című regénnyel. Miután ennek első két kötetével 1855 elején elkészült, Kemény Zsigmond írt egy elbeszélést Deborah címmel, amely a szombatosok témájának első feldolgozásának tekinthető; ez a Pesti Hírlap 1855. április-júniusi számában jelent meg. Utána befejezte az Özvegy és leányát (1857), majd 1857–1858-ban megírta A rajongókat. Közben 1855 júniusától másfél évig, illetve 1857 decemberétől a Pesti Napló-t szerkesztette.
Az 1848–49-es forradalom és szabadságharc bukása utáni korszak általános pesszimista hangulatán túl, a két regény keletkezésének időszakában az író lelkében több személyes csapás is sebet ejtett. 1855 végén Lónyai Mária iránti szerelmét a lány és családja elutasította, ami a negyvenhárom éves férfi számára a boldog családi élet vágyának feladását jelentette. Ugyanennek az évnek a végén meghalt édesanyja; munkahelye, a Pesti Napló anyagi gondokkal küszködött. Mindezeket hol túlfeszített munkával, hol mulatozással próbálta elfojtani, mígnem a rendszertelen életmód következtében ideg-összeroppanást kapott. A csüggeteg életérzés nyomott hagyott az akkor születő regényein is.
Minthogy Kemény Zsigmond művészetének legfőbb tárgya az erdélyi történelem két évszázada, melynek ábrázolásában magasan kiemelkedik kortársai közül, nem meglepő, hogy e regény cselekménye a 17. századi Erdélyben, I. Rákóczi György uralkodása idején játszódik. Kemény történelmi érdeklődése részben a családi hagyomány, részben a korszellem eredménye, de ezt erősítette egykori tanára, id. Szász Károly is. Kemény felfogása szerint a „históriai regénynek nemcsak művészileg szép és igaznak, de – bizonyos később kijelölendő korlátokig – históriailag hűnek és igaznak kell lenni.” Nem véletlen tehát, hogy mindkét regénynek az elsődleges forrása Szalárdi János Siralmas krónikája (1662), amelyet az író maga rendezett sajtó alá 1853-ban. A rajongók esetében családtagja, Kemény János fejedelem önéletírására is támaszkodott, amely 1856-ban jelent meg nyomtatásban. Nem kizárt, hogy a szerzőnek a Gyulai család szóbeli hagyományairól is voltak ismeretei, mivel az 1840-es évek elején gyakran megfordult gróf Wass Györgyné Gyulai Franciska házában. Ismerhette továbbá a Magyar Tudományos Akadémián 1850-ben a szombatos énekekről elhangzott tanulmányt is.

## Történeti háttere

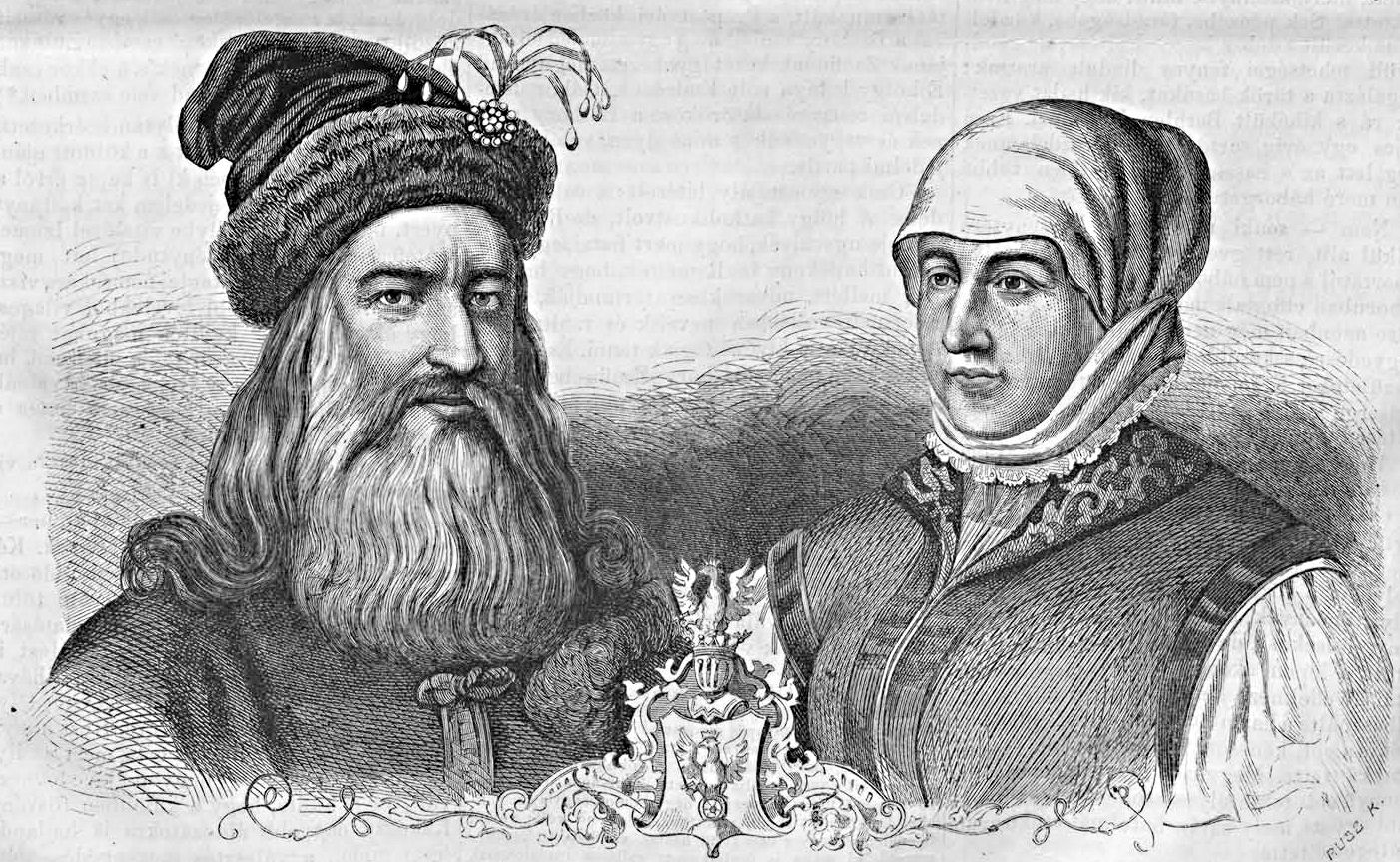
I. Rákóczi György és felesége, Lorántffy Zsuzsanna. Rusz Károly metszete (Vasárnapi Ujság, 1867. szeptember 15.)

A rajongók a harmincéves háború második felében, I. Rákóczi György erdélyi fejedelem uralkodása idejében játszódik. A regény első fejezete vázolja a kor meghatározó világpolitikai eseményeit: a fehérhegyi csatában II. Ferdinánd legyőzte a protestáns cseh rendeket és német szövetségeseiket, utóbb a protestáns Dánia, Hollandia és Svédország is bekapcsolódott a háborúba. A katolikus Franciaország a svédekkel kötött szövetséget a szintén katolikus Ausztria és a katolikus német uralkodók ellen. A Rákóczi előtti erdélyi fejedelmek (Bethlen Gábor és Bocskai István) kihasználták a háború teremtette lehetőséget Erdély területének gyarapítására, és a protestánsok jogainak kiterjesztésére. A cselekmény kezdetekor, 1638 végén Rákóczi György még nem viselt hadat, csak szította a felekezetközi egyenetlenséget a felső-magyarországi megyékben.
Közben a belső ellenzéket állandó megfélemlítésben tartotta, uralkodásának szinte minden évét fej- és jószágvesztési ítéletek fémjelezték. A szombatosokat – azon kívül, hogy hittételeiket ellenszenvesnek, és saját keresztény hitével össze nem egyeztethetőnek találta – veszélyesnek is tartotta uralmára nézve; az volt a gyanú ellenük, hogy a fejedelemségre áhítozó Székely Mózest támogatják. Rákóczi ezért az 1635-ös országgyűlésen olyan törvényt hozatott ellenük, hogy a következő év karácsonyáig térjenek át valamelyik bevett vallásra, az ellenszegülőket pedig fogják perbe. A törvényt a következő években nem alkalmazták, azonban 1638 tavaszán Rákóczi elrendelte a végrehajtását, így elkezdődtek a tömeges perbe idézések. Péchi Simon volt kancellárt, a szombatosok vezéralakját lányaival és udvari papjaival együtt szintén elítélték, és 1639-ig börtönben ült, amikor a református hitre térés árán kiszabadult.
A regény több helyen eltér a történelmi hűségtől: például Péchi Simon elítéltetésének okát illetően: semmilyen történelmi adat nem utal arra, hogy Kassai István személyes gyűlöletének lett volna áldozata; a szombatosság nem hatolt be Háromszékre, tehát Kézdivásárhelyen semmiképpen nem lehetett központjuk; Péchinek több lánya is volt, és felesége még élt a szombatosok perbefogásakor; a szombatosok perbefogása (1638) és Báthory Zsófia és György herceg esküvője (1643) között több mint öt év telt el.

## Cselekménye
Az erdélyi protestáns rendek fegyveres segítségre készülnek magyarországi hittestvéreik mellett. Kassai István, a közrendűből magas méltóságra emelkedett tanácsúr, a háború megindítása előtt le akar számolni a belső ellenzéknek tartott szombatosokkal. Erre fő oka, hogy legyőzze ellenfelét, Péchi Simont, a politikai élettől már visszavonult volt kancellárt, aki szintén nemesi származás híján vált gazdaggá és hatalmassá. Míg azonban Kassai fukar és haszonelvű, Pécsi pártolja a tudományt és művészeteket, ő maga csillagjóslással is foglalkozik. Kassai unokaöccse, Elemér és Deborah, Pécsi egyetlen lánya szerelmesek egymásba, de kapcsolatuk megszűnik, amikor Elemért nagybátyja örökbe fogadja. Elemér továbbra is szereti a lányt, akinek azonban érzelmei fokozatosan elsekélyesednek.
Kassai rájön, hogy Laczkó István szombatos prédikátor az ő szökött jobbágya, és azzal zsarolva, hogy családjával együtt visszaveti jobbágysorba, informátorává teszi. Laczkó vállalja hittársai elárulását, hogy nemesi származású feleségét, Bodó Klárát megmentse a nyomortól és a megaláztatástól, de az árulás gondolata addig emészti a lelkét, amíg megőrül. Klára, férjét keresve, Lorántffy Zsuzsanna fejedelemasszonynál talál menedéket.
Pécsi Simon mérsékletre inti a szombatosokat, akik a bevett vallás státus elnyerésére törekednek; ezzel a céllal érkezik a balázsfalvi találkozójukra is. Kassai Elemér, akit nagybátyja balázsfalvi kapitánnyá neveztetett ki, rájön, hogy nagybátyja a szombatosok ellen akar támadni, ezért szintén a gyűlésbe megy, hogy szerelmét megmentse. A szombatosok azt hiszik, hogy Elemér hivatali minőségében érkezett, és megölik. Az összecsapásban Laczkó István is életét veszti, Pécsit és leányát elfogják.
Kassai számításai nem válnak be: a szombatosokat nem ítélik halálra, csak birtokelkobzásra. Deborah azzal, hogy férjhez megy a fejedelem által kijelölt vőlegényhez, Gyulai Ferenc kamaráshoz, visszakapja apja vagyonát. Kassai lemond hivataláról, és utána már nem sokáig él.

## Szereplői
A közrendű sorból kiváló tehetségével kiemelkedett Kassai István, a fejedelem tanácsosa és bizalmasa, összetett személyiség. Szembeötlően félénk és fukar, de a Kemény festette portré árnyaltabb ennél: „szemében van valami azon sivár erélyből, mely félénk természetével, és modorában van valami azon szelíd egyszerűségből, mely kedélytelen politikájával éles ellentétben áll. […] Rákóczit mindig hűséggel szolgálta, de Erdély iránt, melyet hazájának nem tekint, közönnyel viseltetik.” Elsődleges mozgatórugója a hatalom- és vagyonszerzés, de unokaöccse iránti ragaszkodása is szívbéli.
Ellenlábasa, a szintén közrendű Péchi Simon tudós ember, aki elsődleges hajlama ellenére keveredett politikai pályára. Fényűző szokásai és költői kedélye teljes ellentétben állnak Kassai haszonelvűségével. Tudásáért és jártasságáért azok is tisztelik, akik rangvágyát és vallási nézeteit helytelenítik.
A regény főhősének is tekinthető Kassai Elemér átlagos külsejű és átlagos gondolkodású egyéniség, aki „mély érzéssel, vitézséggel és sok más szép tulajdonsággal bírt; azonban becsszomja oly parányi minőségben vala, hogy az épen semmi említést sem érdemelt.” Egyetlen megkülönböztető jegye a részvét, amely arra készteti, hogy ne hagyja magára nagybátyját, a mindenki által gyűlölt Kassai Istvánt, noha jól tudja, hogy az öregember a legfőbb akadálya szerelme beteljesülésének. Kisszerű alakját halála emeli hőssé.
Pécsi Deborah érzései bizonytalanok, hullámzóak, egyéniségéből hiányzik a belső összhang. Elemér iránti szerelmét feláldozza apjához fűződő kötelessége nevében, de ezt utóbb megbánja. (Kassai szerint hódítani tud, boldogítani nem.) Gyulai Ferenchez valójában nem vonzódik, de a férfi magatartása sérti büszkeségét, és kacérrá teszi; érzelmeit sznobizmusa is befolyásolja. A kettős szerencsétlenség, Elemér halála és apja elfogatása apja mellé állítja: „Imádkozni fogok, atyám, hogy legyen még valami, amit éretted feláldozhatnék!” Deborah sorsa ugyanolyan bizonytalan, mint ő maga, egy kérdőjeles happy-end részese lesz: a fejedelem kegyéből megkapja apja elkobzott birtokait, és férjhez adják Gyulai Ferenchez.
A szökött jobbágyból szombatos prédikátorrá lett Laczkó István tipikus rajongó: nem számolva a realitásokkal, otthagyja családját, és Pécsihez megy Gyulafehérvárra, tőle remélve, hogy kieszközli a szombatosok hivatalos elismertetését. Belesodródva Kassai intrikáiba, családja védelmében árulóvá válik. Az elvállalt szerep miatt meghasonlik önmagával. Dávid Gyula 1980-ban megjelent méltatása szerint „A kiszolgáltatottságában besúgóvá nyomorított ember sorsa bármely korban hiteles és megrázó tragikum forrása lehet.”
Laczkó felesége, Bodó Klára az egyedüli árnyoldalak nélküli egyéniség a főhősök közül. A családját ért sorozatos csapások nem ingatják meg sem hitében, sem férje iránti szerelmében, nem bénítják meg cselekvőképességét, mert személyiségét a „keresztény szabadságfogalom” határozza meg.
A mellékalakok közül említést érdemel Lorántffy Zsuzsanna fejedelemasszony, a tolerancia (korát megelőző) hirdetője, aki mintegy „morális ellenpontot” képvisel a történetben a talajt vesztett hősökkel szemben, illetve Báthory Zsófia, kinek cselekedetei szinte parodizálják a főhősök tragikus sorsfordulatait.
A regényben a tömeg egyértelműen negatív szerepben, „csőcselék” értelemben jelenik meg; irracionális viselkedését hamis értelmezések táplálják; szombatosok iránti gyűlölete fanatikus jellegű.

## Eszmevilága
Szinte mindegyik kritikus kiemeli a regényben, illetve Kemény Zsigmond műveiben általában megjelenő determinista felfogást, amelyet koruknak és  világnézetüknek megfelelően értelmeznek. Míg Szerb Antal etikai determinizmusról beszél („…embereinek a végzete éppen az, hogy van szabad akarat. […] saját törvényeiket a végsőkig megvalósítva mennek saját, énjükre szabott haláluk elé”), Nagy Sándor azt emeli ki, hogy az írónak és hőseinek egyaránt hiányzik az életéből a  keresztény megváltottság ténye. Veress Dániel és Martinkó András egyaránt arra mutatnak rá, hogy a végzetet az egyén kedély- és jellembeli tulajdonságainak részben öröklött, részben az életsors által meghatározott komplex rendszere determinálja. Ezt a szekularizált végzetet Bényei Péter az antik tragédiákkal állítja párhuzamba.
A 19. század közepétől megjelenő világnézeti relativizmus szintén fontos jellemzője a regénynek, amelyben „megkérdőjeleződik a morális értékek érvényessége.” Ez a relativizmus általában is tetten érhető az író regényeiben, de különösen szembetűnő A rajongókban, ahol „a 17. századi Erdély életvilága, társadalmi szokásrendje, etikai kódexe, hatalmi viszonyai egy elrendezett világ benyomását keltik, ugyanakkor a legfontosabb eligazodási pontok: a bűn fogalma, az erkölcs és vallás alapkategóriái, a követendő viselkedési minták stb. nézőpontok és viszonylatok függvényévé válnak.”

## Stilisztikai jellegzetességei
A rajongók a realista irányzat jegyében született, ennek ellenére számos vonásában őrzi a romantika hatását. Különös figyelmet szentel a tárgyi környezetre, a házakra és belsejükre, amely a korszakot, egyben a benne lakók egyéniségét tükrözi.
Noha a regény mint műnem az epikához tartozik, több kritikus kiemeli a drámai elem súlyát A rajongókban. Feltűnően nagy a monológok és párbeszédek aránya a szöveg egészéhez képest; a monológok nem bölcselkedő vagy lírai jellegűek, hanem a párbeszédekhez hasonlóan a cselekmény egy-egy fordulatát elemzik vagy jelzik előre. A párbeszédek a szereplők jellemzését is szolgálják: a így például a szombatosok minden megszólalása bibliai fordulatokat tartalmaz. A drámai hatást fokozza a cselekmények időbeli sűrítése, a drámai jelenetek nyelvi puritanizmusa.
Az író több elbeszélői módot váltogat a regényben, a tények távolságtartó elemzésétől a részvéttel teli elbeszélésen át a tények morális értelmezéséig; ezek egymásutánisága fokozza a feszültséget. Az elbeszélést ugyanakkor fölényeskedő, ironikus felhangok kísérik.
A drámai hangulat megteremtéséhez Kemény gyakran használt stíluseszköze a halmozás, ismétlés, mondatrészek megsokszorozása. („Szerette bilincseit, örvendett a gúnynak, áhítozá a szenvedést.”) Az olvasó megvárakoztatása a közbeékelt jelzőkkel, határozókkal és mellékmondatokkal szintén a feszültséget növeli. Ugyanezt a célt szolgálják a kijelentések helyett használt kérdések, felkiáltások és hiányos mondatok is.

## Fogadtatása és utóélete
Noha Erdélyi János már 1859-ben így írt a könyvről: „A rajongók nálunk [Sárospatakon] igen jó néven vétetett […] Nekem úgy tetszik, hogy jobb történeti regényt nem ismerek övénél”, Kemény Zsigmond regényei kevéssé váltak népszerűvé a kortársak körében. Gyulai Pál abban látta A rajongók és a Zord idők értékét, a „nemes szenvedélyek, mondhatni az erény tévedéseit rajzolják”, és „a hazafiság túlzásait, a nemes törekvések tévtanait, a népszerű eszmék árnyoldalait vagy éppen veszélyeit mutatják be”. A mű viszonylag korán bekerült az irodalmi kánonba és a gimnáziumi kötelező házi olvasmányok közé, de az olvasókat nem vonzotta.
1940-ben jelent meg A rajongók Móricz Zsigmond által átdolgozott változata. Móricz, akire saját bevallása szerint nagy hatással volt Kemény Zsigmond, nem egyszerűen stilizálta a regényt, hanem hosszabb részeket is kihagyott belőle, becslés szerint körülbelül egyharmadával rövidítve a szöveget. Az átdolgozást az irodalomkritikusok – nem vitatva a vállalkozás jó szándékát –, majdnem egyöntetűen elítélték; új kiadására nem is került sor.
A mű önállóan vagy az író összes műveinek sorozatában számos kiadást ért meg. A Magyar Televízió 2005-ös A Nagy Könyv című országos közönségszavazása szerint nem szerepel a legnépszerűbb magyar regények között. Arató László meglátása szerint „valószínűleg a Rajongók, a legnépszerűtlenebb magyar zseni regénye, porpáncélban vagy porburokban született. Már a kortársak se nagyon szerették, az utókor se nagyon szerette, és a mai olvasóközönségnek is csak egy csekély része szereti, miközben jeles elmék, irodalmárok újból és újból fölfedezik.”
A regény színpadi feldolgozását, Török Tamás adaptációját 1981-ben mutatták be az Ódry Színpadon, Gáti József rendezésében.

## Kiadásai
- Pest: Pfeifer Ferdinánd. 1858–1859.
- Budapest: Franklin. 1897. (Kemény Zsigmond összes művei 7.)
- Budapest: Franklin. 1904. (Mikszáth Kálmán bevezetőjével)
- Budapest: Franklin. 1905.
- Budapest: Franklin. 1913.
- Budapest: Az Est Pesti Napló. [1931] (Filléres klasszikus regények sorozat)
- Budapest: Franklin. [1931] (Élő könyvek. Magyar klasszikusok 51–52.)
- Budapest: Franklin. [1934]
- Budapest: Az Est Lapkiadó Pesti Napló. [193?] (Laczkó Géza bevezetőjével)
- Budapest: Athenaeum. 1940. (Móricz Zsigmond átírásában)
- Budapest: Magyar Népművelők Társasága. [1942] (Papp Ferenc előszavával)
- Budapest: Szépirodalmi. 1958. (Nagy Miklós bevezetőjével)
- Bratislava–Budapest: Madách–Szépirodalmi. 1969. (Nagy Miklós utószavával)
- Budapest: Szépirodalmi. 1971. (A Zord időkkel együtt)
- Budapest: Szépirodalmi. 1975. (A Zord időkkel együtt)
- Bukarest: Kriterion. 1980. (Dávid Gyula utószavával)
- Budapest: Unikornis. 2001. (Stauder Mária utószavával)